# Proekoides piketensis
Proekoides piketensis är en insektsart som beskrevs av Stiller 1986. Proekoides piketensis ingår i släktet Proekoides och familjen dvärgstritar. Inga underarter finns listade i Catalogue of Life.